# Kurt U. Bertrams
Kurt Ulrich Bertrams (* 4. Juli 1949 in Hilden) ist ein deutscher Verleger und Autor.

## Leben
Bertrams studierte ab 1969 in Bonn und Köln Volks- und Betriebswirtschaftslehre sowie Sozialpsychologie.
1969 wurde er Mitglied der Jagdverbindung Hubertia Bonn, aus der er 1997 austrat. Er ist seit 1982 Mitglied der Akademischen Jagdverbindung Hubertus Düsseldorf, war 1992 Mitgründer der Akademischen Jagdkorporation Brandenburgia zu Eberswalde, ist seit 1996 Mitglied der Akademischen Jägerschaft Silvania Wien, war 1997 Mitgründer des Jagd-Corps Rheno-Guestphalia Essen und initiierte 2000 die verbändeübergreifende Feriale Jagdkorporation Freischütz. Er ist außerdem Alter Herr der Dresdener Burschenschaft Salamandria in der Deutschen Burschenschaft. 
1993 gründete er den WJK-Verlag und wurde Schriftleiter der Zeitschrift WJSC-Journal, dem Verbandsorgan des Wernigeroder Jagdkorporationen Senioren-Convents (WJSC). Nach deren Einstellung führt er die Zeitschrift seit 1996 unter der Bezeichnung WJK-Journal – Zeitschrift für Jäger und Korporierte weiter. Er ist Verfasser zahlreicher Werke zur Studentengeschichte.

## Werke (Auswahl)
- Sie fechten gut, sie trinken gut, WJK-Verlag, 2002
- Student in Dorpat. Erinnerungen baltischer Korporierter, Band I bis IV, WJK-Verlag, 2004–2005
- Der Kartell-Convent und seine Verbindungen, WJK-Verlag, 2009
- Studentenverbindungen in Danzig, WJK-Verlag, 2010
- Paritätische Studentenverbindungen und Verbände, WJK-Verlag, 2011